# Titularbistum Pesto
Pesto (ital.: Paestum) ist ein Titularbistum der römisch-katholischen Kirche.
Es geht zurück auf einen Bischofssitz in der Stadt Paestum, die sich in der italienischen Region Kampanien befand.
| Titularbischöfe von Pesto |                                                   |                                                       |                   |                    |
| Nr.                       | Name                                              | Amt                                                   | von               | bis                |
| 1                         | Alfred Leo Abramowicz                             | Weihbischof in Chicago (USA)                          | 8. Mai 1968       | 12. September 1999 |
| 2                         | Anton Coșa                                        | Apostolischer Administrator von Moldawien (Moldawien) | 30. Oktober 1999  | 27. Oktober 2001   |
| 3                         | Giovanni d’Aniello Titularerzbischof pro hac vice | Apostolischer Nuntius                                 | 15. Dezember 2001 |                    |